# NGC 3326
NGC 3326 ist eine Spiralgalaxie mit ausgedehnten Sternentstehungsgebieten vom Hubble-Typ Sa im Sextant südlich der Ekliptik. Sie ist schätzungsweise 358 Millionen Lichtjahre von der Milchstraße entfernt und hat einen Durchmesser von etwa 95.000 Lj.

Im selben Himmelsareal befinden sich u. a. die Galaxien NGC 3337, NGC 3341, IC 628, IC 634.
Das Objekt wurde am 22. März 1865 vom deutschen Astronomen Albert Marth entdeckt.